# Kaszabister
Kaszabister (лат.) — род мирмекофильных жуков семейства карапузиков (Histeridae). Ассоциированы с огненными муравьями рода Solenopsis.

## Описание
Тело жуков красно-коричневого цвета, продолговатое, 1,7—2,3 мм длиной и 1,3—1,7 мм шириной. Основание усиков ворсистое. Верхняя губа короткая и широкая, с выемкой посредине. Челюсти с бороздками вдоль внешних краёв.
Переднеспинка наиболее широкая в основании, закруглённая. Надкрылья с одной дорсальной килевидной или простой полоской, гумеральные и эпиплевральная полоски килевидные, исходящие из одной точки. Пигидий без верхушечных полосок.

## Ареал
Род обладает дизъюнктивным ареалом. Три вида распространены в южной части Южной Америки, один — в Центральной Америке (Kaszabister carinatus). Известно несколько сообщений об обнаружении видов рода на севере Южной Америки.

## Виды
Род выделен в 1972 году польским энтомологом Славомиром Мазуром. Первоначально род был монотипическим и включал один вид — K. rubellus. Сначала род был включён в мирмекофильное и термитофильное подсемейство Haeteriinae, позднее (Mazur, 1997) перенесён в состав подсемейства Histerinae с добавлением видов из других родов (Epierus ferrugineus, Phelister carinatus).
- Kaszabister barrigai Dégallier, Mazur, Tishechkin & Caterino, 2012[1]
- Kaszabister carinatus (Lewis, 1888)[2]
  - =Phelister carinatus Lewis, 1888
- Kaszabister ferrugineus (Kirsch, 1873)[3]
  - =Epierus ferrugineus Kirsch, 1873
- Kaszabister rubellus (Erichson, 1834)[4]typus